# Karl-Heinz Pape
Karl-Heinz Pape (* 23. April 1939 in Salzgitter-Lebenstedt; † 16. Februar 2000 in Salzgitter-Lichtenberg) war ein deutscher Leichtathlet, der sich auf das Gehen spezialisiert hatte.

## Leben
Karl-Heinz Pape startete 1958 für den TSV Germania Helmstedt. Danach trat er bis 1964 für den TSV Lebenstedt an, ab 1965 für den TSV Salzgitter.
Von 1959 bis 1970 trug er bei 20 Meisterschaften und Länderkämpfen das Nationaltrikot. Bei den Europameisterschaften 1962 in Belgrad traten im 20-Kilometer-Gehen drei Geher für die gesamtdeutsche Mannschaft an, Hans-Georg Reimann und Dieter Lindner aus der DDR und Karl-Heinz Pape aus der Bundesrepublik. Von 19 Gehern erreichten 16 das Ziel, Pape belegte den 14. Rang. Vier Jahre später bei den Europameisterschaften 1966 in Budapest waren die DDR und die BRD mit getrennten Mannschaften vertreten, Pape war einziger Teilnehmer der BRD im 20-Kilometer-Gehen. Von 27 Startern kamen 20 ins Ziel. Pape belegte den elften Platz.

## Deutsche Meistertitel
- 20-km-Gehen: 1962, 1966, 1967
- 20-km-Gehen Mannschaft: 1969 zusammen mit Heinz Mayr und Gerhard Weidner
- 50-km-Gehen: 1965

## Bestzeiten
- 20-km-Gehen: 1:30:46 h (5. September 1965 in Salzgitter)
- 50-km-Gehen: 4:27:12,8 h (19. September 1965 in Bietigheim bei den Deutschen Meisterschaften)